# Kantongerecht Helmond

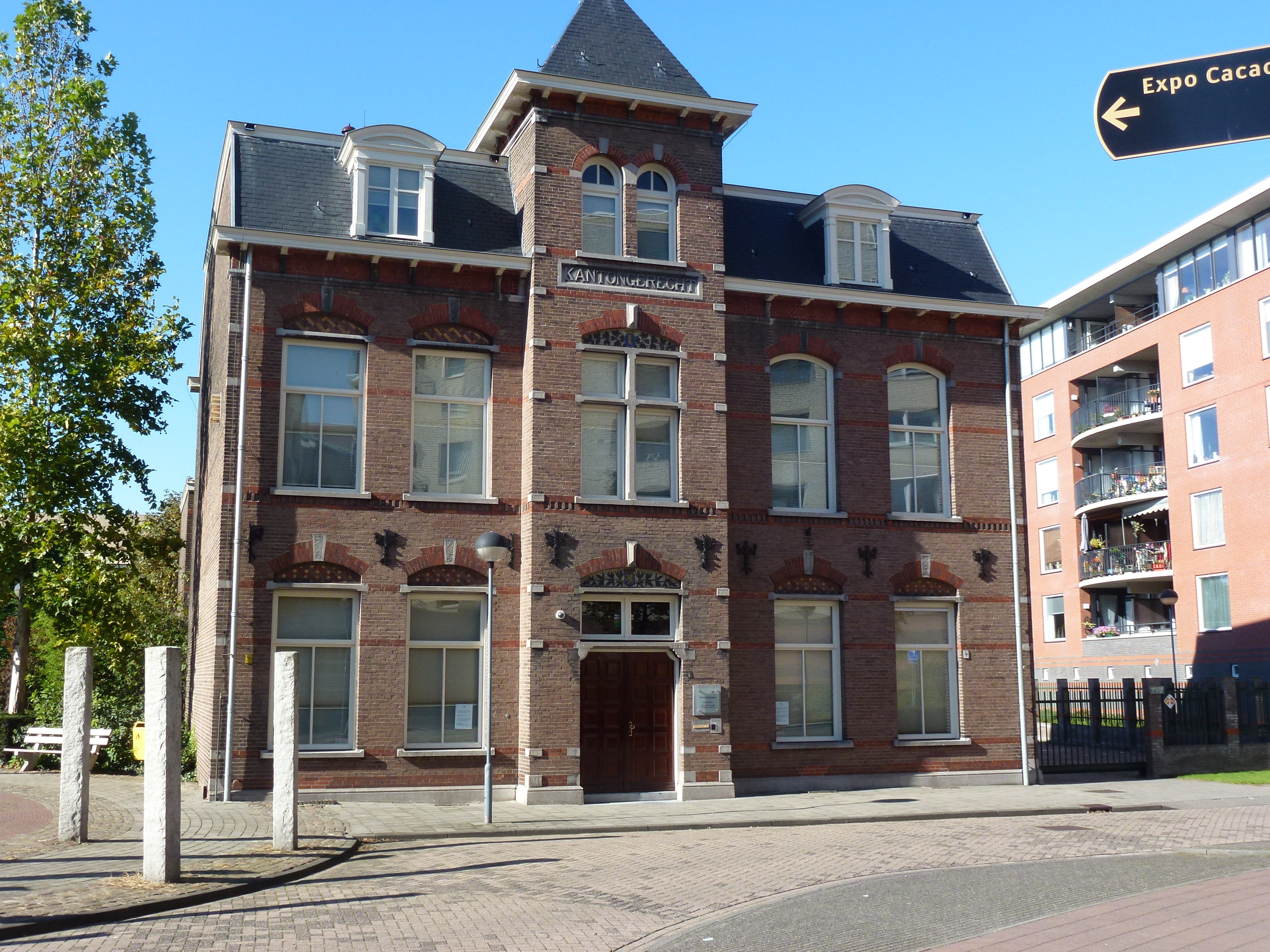
Het kantongerecht.

Het kantongerecht Helmond was tot 2002 een van de kantongerechten in Nederland. Het gebouw, een rijksmonument, was sindsdien als een van de nevenlocaties van de rechtbank Den Bosch in gebruik. In 2013 sloot de nevenlocatie en werd het pand door de Rijksgebouwendienst afgestoten.  

## Het kanton
In Helmond is sinds 1838 een kantongerecht gevestigd. Eerder zetelde er een vrederechter. Het bijbehorende kanton is een aantal malen uitgebreid, waarbij het tevens tot een ander arrondissement ging behoren.

### 1838-1877
Bij de oprichting van het kantongerecht vormde Helmond het derde kanton van het arrondissement Eindhoven. Het omvatte de toenmalige gemeenten: Helmond, Geldrop, Zesgehuchten, Mierlo, Tongelre, Nuenen, Gerwen en Nederwetten, Lieshout, Aarle-Rixtel, Beek en Donk en Gemert.

### 1877-1934
Het arrondissement Eindhoven werd bij de reorganisatie in 1877 opgeheven en grotendeels toegevoegd aan het arrondissement 's-Hertogenbosch. Het kanton Helmond werd echter toegevoegd aan het arrondissement Roermond. Een aantal gemeenten werden daarbij overgeheveld naar het kanton Eindhoven, terwijl Helmond werd uitgebreid met de gemeenten van het opgeheven kanton Asten.

### Sinds 1934
Bij de reorganisatie van 1933 zou volgens het eerste ontwerp de rechtbank in Roermond worden gesloten, waarbij alle Limburgse gemeenten bij het arrondissement Maastricht gevoegd zouden worden. Het voornemen om Roermond te sluiten werd wegens te grote weerstand in de Tweede kamer ingetrokken. Helmond werd uitgebreid met een deel van het opgeheven kanton Veghel. In 1940 voegde de bezetter Helmond bij het arrondissement Den Bosch. Bij de beperkte reorganisatie in 1951 bleef de indeling van Helmond bij Den Bosch gehandhaafd.

### Vanaf 2002
In 2002 werd het kantongerecht in Helmond opgeheven. Na nog tot 2013 te zijn gebruikt als nevenvestiging van de rechtbank Den Bosch kwam het gebouw in 2014 in particuliere handen.

## Het gebouw
Het kantongerecht werd ontworpen door W.C. Metzelaar, die tussen 1882 en 1913 in totaal 27 kantongerechten ontwierp. Helmond werd gebouwd in 1906. Het is een symmetrisch gebouw in twee bouwlagen met vijf traveeën, waarvan de centrale travee iets naar voren uitspringt. In de bruine baksteen zijn speklagen van rode baksteen aangebracht.